# Collezione di Cassiano dal Pozzo

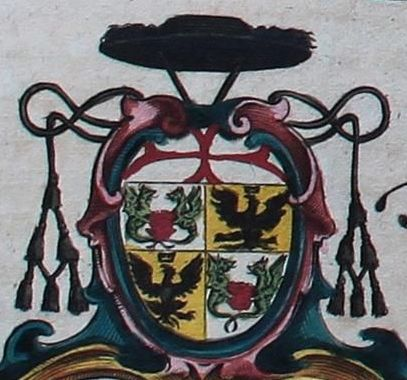
Stemma della famiglia dal Pozzo

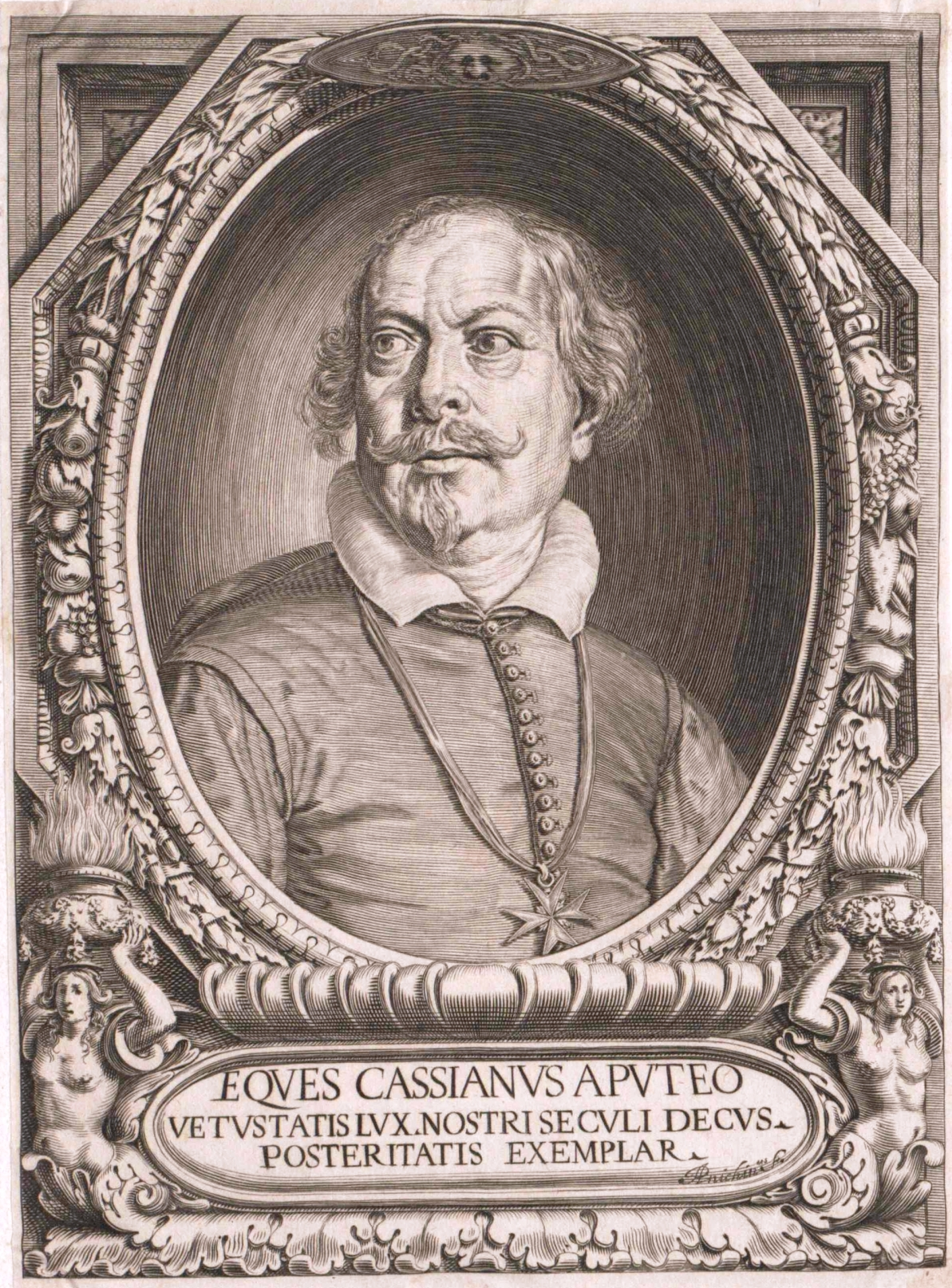
Cassiano dal Pozzo in una incisione del XVII secolo

La collezione di Cassiano dal Pozzo è stata una collezione d'arte, tra le più note esistenti a Roma ai primi del XVII secolo, appartenuta al cavaliere Cassiano dal Pozzo.
Nell'inventario del 1639, redatto alla morte di Cassiano, erano registrati tra i suoi beni un cospicuo numero di quadri di cui n. 46 di Nicolas Poussin, costituenti la peculiarità della collezione medesima, nonché diversi di Simon Vouet, Pietro da Cortona e altri.
Sezione pregevole della raccolta fu anche quella costituente la biblioteca, nel cui patrimonio librario oltre a confluire la libreria linciana di Federico Cesi, erano presenti più di 10.000 disegni di autori del Quattro-Cinquecento oltre ad un numero indefinito di stampe e altro materiale bibliografico, che saranno note come cosiddetto Museo Cartaceo.

## Storia

### Seicento

#### Lo sviluppo dellostilebarberiniano
Cassiano dal Pozzo fu una di quelle persone colte e attente alle arti che ruotava nell'orbita barberiniana, alla stregua di altre personalità quali Ascanio Filomarino, Giulio e Marcello Sacchetti, Fabio Chigi, Nicolas-Claude Fabri de Peiresc, Federico Cesi, Giulio Mazzarino, Bernardino Spada, Vincenzo Giustiniani e altri.
Giunto a Roma nel 1612, fu protetto dall'amico degli anni fiorentini, il cardinale Francesco Maria Del Monte, di cui divenne ministro e consigliere. Con questi contatti il cavaliere entrò in relazione sin da subito con una serie di pittori di prim'ordine del panorama romano del tempo, come il Domenichino, Antonio Tempesta, Ottavio Leoni e Filippo Napoletano, nonché con ambienti culturali cittadini particolarmente stimolanti, tra cui l'Accademia degli Humoristi presso il palazzo di Paolo Mancini ai Santi Apostoli, e con illustri personalità di cultura, come Girolamo Aleandro il Giovane, molto vicino ai cardinali Aldobrandini e a Odoardo Farnese, Federico Cesi, suo cugino il poeta Virginio Cesarini e Alessandro Tassoni.
Già tra il 1621 e il 1622 Cassiano divenne membro dell'Accademia dei Lincei, fondata proprio dal Cesi e dov'erano soci altri illustri uomini, tra cui il Cesarini.
Successivamente operò per circa vent'anni sotto le strette dipendenze del cardinale Francesco Barberini (1597-1679), presso cui fu ministro delle arti e della cultura di Roma. L'incarico lo ottenne intorno al 1623 immediatamente dopo la nomina papale di Urbano VIII, che lo investì del ruolo di consigliere al seguito del cardinal-nipote, conscio del livello culturale nonché delle doti intellettuali e organizzative di cui Cassiano aveva dato prova già durante gli anni alle dipendenze del cardinal Del Monte. Tra i suoi primi successi vi fu quello di far confluire nelle collezioni Barberini proprio una buona parte della raccolta d'arte dell'amico cardinal Del Monte, morto nel 1626 e che invece era in conflitto politico con la famiglia pontificia, oltre ad aver acquistato per sé dalla stessa asta di vendita dodici dipinti e alcuni vasi di porcellana.
Nei primi dieci anni di pontificato Barberini il cavaliere dal Pozzo fu proattivo sia per se stesso che, soprattutto, nelle campagne di acquisti per la costituenda collezione Barberini, occupandosi in prima persona della scelta degli artisti da favorire per le commissioni sia pubbliche che private. Cassiano fu infatti promotore dello sviluppo artistico e culturale romano del secolo, sia in pittura che in scultura, incoraggiando e promuovendo gli artisti nell'esecuzione di opere che potessero contribuire a dare crescita al cosiddetto "stile barberiniano", caratteristico del papato di Urbano VIII e dei suoi nipoti, nato dalla Riforma cattolica e che porterà al consolidamento del Barocco romano.

#### La nascita della collezione di Cassiano

##### Le commesse a Nicolas Poussin

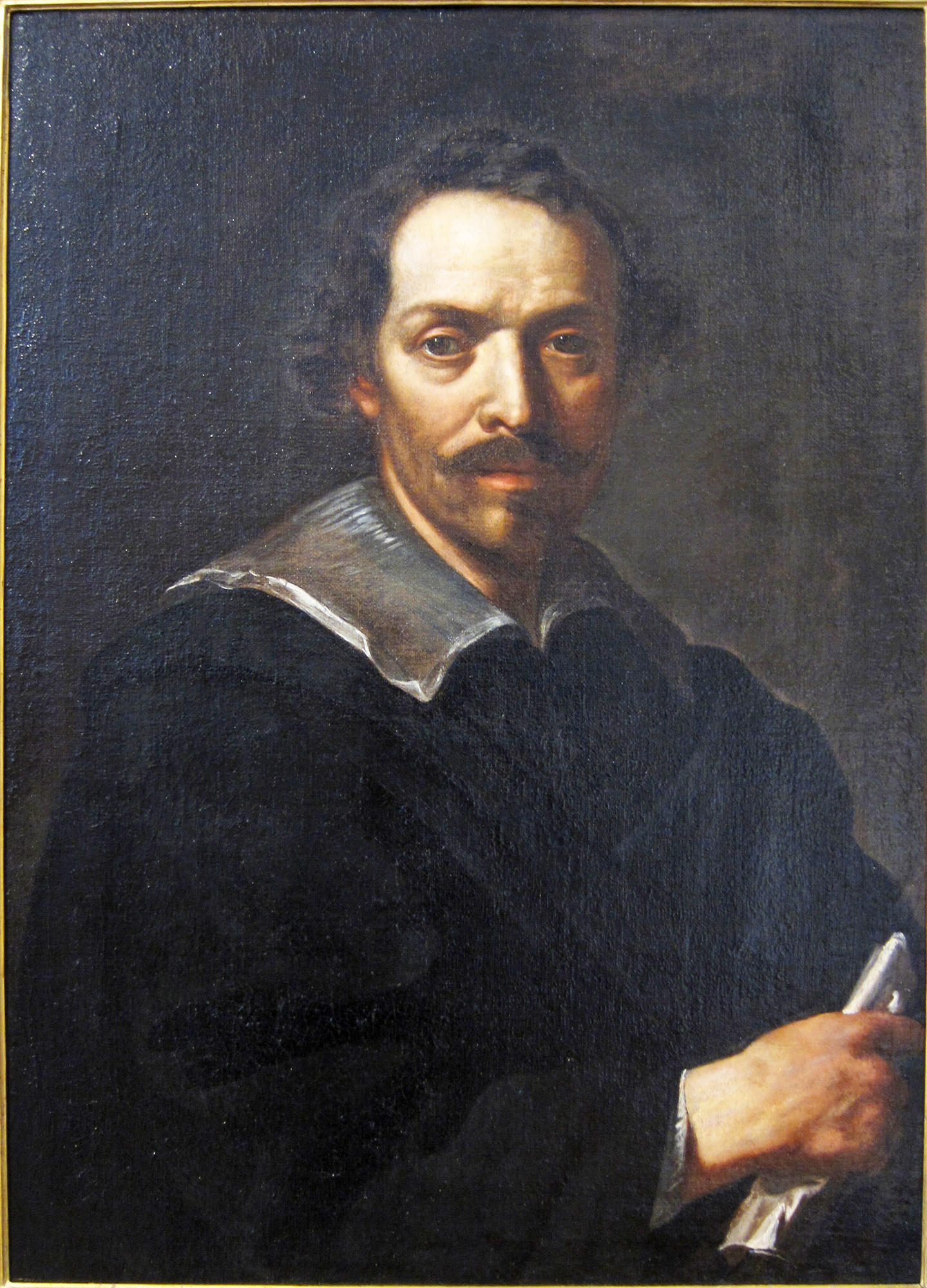
Autoritratto a quarant'anni, Pietro da Cortona

In questo contesto di innovazioni culturali e teologiche si inaugura dunque l'attività mecenatica di Cassiano dal Pozzo, seppur alcune opere furono commissionate dal cavaliere già durante la sua giovinezza in Toscana, come il Matrimonio della Vergine della cerchia di Salimbeni e la Maddalena in estasi del Manenti (oggi nella chiesa di Saint-Eustache a Parigi).

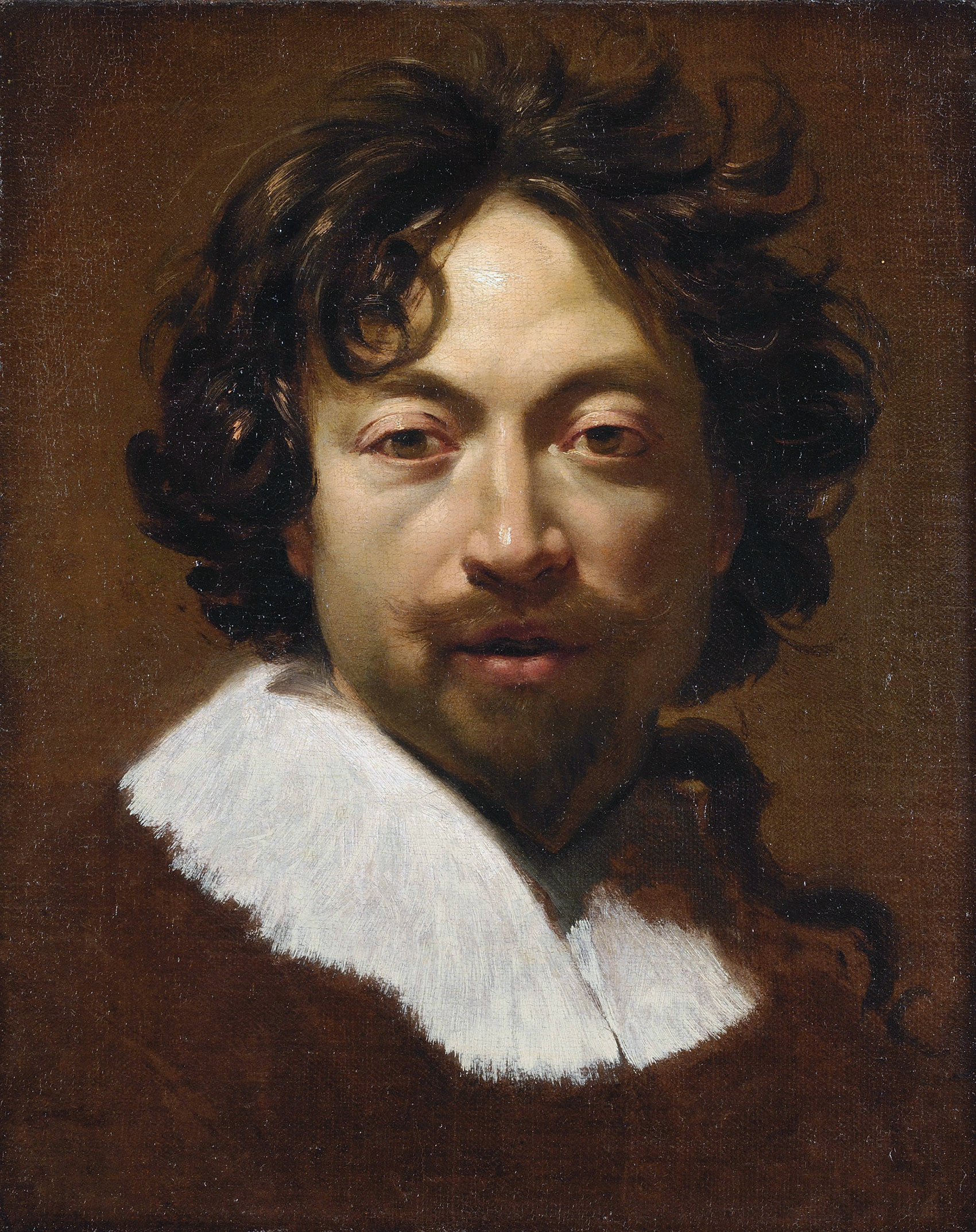
Autoritratto, Simon Vouet

Molti furono i pittori attivi a Roma che entrarono in contatto con il cavalier dal Pozzo: Pietro da Cortona, che in segno di amicizia donò nel 1637 all'illustre il proprio Autoritratto a quarant'anni (oggi ad Ajaccio), Andrea Sacchi, il Domenichino, Pietro Testa, Filippo Napoletano, dai cui documenti d'archivio si evince un rapporto collaborativo di lunga durata tra le parti, seppur negli inventari di Cassiano figureranno solo due tele del pittore, Simon Vouet, quest'ultimo a cui furono commissionate già nel 1617 la Buona ventura (oggi alla Galleria Nazionale di palazzo Barberini a Roma), un Autoritratto (con molta probabilità identificabile con quello oggi a Lione) e la Sacra Conversazione (oggi al Prado di Madrid) e soprattutto Nicolas Poussin, dalla cui relazione con Cassiano riuscì ad ottenere l'ascesa artistica tanto meritata (e non ancora raggiunta con i primi lavori romani al seguito di Marcello Sacchetti).
Con la salita al potere di Cassiano, il cavaliere cominciò contestualmente anche la propria raccolta di ritratti di illustri contemporanei (poeti, filosofi, naturalisti, medici, politici, donne, artisti, prelati e sovrani), arrivando a contare più di cento pezzi. Consolidò inoltre il proprio status di uomo di cultura divenendo membro nel 1626 anche dell'Accademia della Crusca.
Tra le sue primissime scoperte in ambito pittorico vi fu quella della figura di Nicolas Poussin, già avviato agli ambienti romani grazie a Marcello Sacchetti ma che tuttavia ancora non vedeva affermata la propria opera: al pittore francese si avanzarono le prime importanti commesse di carattere collezionistico intorno al 1627, quando Cassiano fece ritorno dalle legazioni pontificie iniziate già nel 1624 tra Francia e Spagna al seguito del suo cardinale protettore.
A questa fase risalgono quindi le commissioni delle scene di Battaglie dell'Antico Testamento nonché delle diverse redazioni delle Veneri e Ninfe, tutte da destinare al mercato d'antiquariato per la successiva vendita privata, ad eccezione di una versione della Venere che fu invece acquistata dallo stesso Cassiano per la nascitura collezione personale (identificabile con quella oggi al Kimbell Art Museum di Fort Worth). L'opera acquistata riscosse subito il successo sperato, così che Cassiano commissionò altre tre tele al Poussin riconoscendo nel pittore un talento innovativo sul panorama artistico che portò all'inaugurazione del genere di pittura didattica-filosofica e nel contempo poetico-storica. Furono quindi realizzati il Paesaggio con satiro e musa (oggi a Montpellier), il cosiddetto Paesaggio di Grottaferrata (oggi diviso per metà, una a New York e una a Montpellier) ed infine la Rebecca al pozzo (già in collezione Denis Mahon nel 1964, oggi in collezione privata Wildenstein a New York). In concomitanza con questi fatti, il Poussin fu accreditato da Cassiano presso il cardinale Francesco Barberini, per il quale furono realizzate altre opere commissionate dallo stesso prelato, di cui la Distruzione del tempio di Gerusalemme nel 1627 e la Morte di Germanico nel 1628, e successivamente anche per il cugino Amedeo dal Pozzo, I marchese di Voghera, che commissionò tra il 1634 e il 1634 una serie di quattro tele con le Storie di Mosè, due eseguite proprio dal Poussin, pagate 160 scudi ciascuna, la Traversata del Mar Rosso (oggi alla National di Melbourne) e l'Adorazione del Vitello d'oro (oggi alla National di Londra), e le altre due eseguite sempre su intercessione di Cassiano da altri due suoi protetti, uno da Pietro da Cortona, pagato 150 scudi, ossia la Raccolta della manna, e l'altro dal collaboratore Giovanni Francesco Romanelli, la Costruzione del tabernacolo, pagato 100 scudi (entrambi oggi rimasti nel palazzo Dal Pozzo della Cisterna di Torino).
Nonostante i numerosi lavori e il consolidamento dell'attività poussiniana sulla scena romana, la commessa più prestigiosa che Cassiano avanzò al pittore, tuttavia, avvenne solo dopo gli anni '30 del Seicento, con l'esecuzione di sette tele raffiguranti la serie degli altrettanti Sacramenti: Battesimo, Ordine Sacro, Cresima, Penitenza (andata distrutta nell'Ottocento), Eucaristia, Matrimonio ed Estrema unzione.
La serie fu eseguita tra il 1636 e il 1640 e costituisce il momento più alto dell'attività mecenatica di Cassiano: la fama che riscosse la serie fu talmente immediata che ne fu realizzata una seconda versione qualche anno dopo per Paul Fréart de Chantelou. Cassiano collocò le sette tele in una stanza apposita della sua casa in via Chiavari, che prenderà proprio il nome della serie stessa.

Il cosiddetto Paesaggio di Grottaferrata di Nicolas Poussin
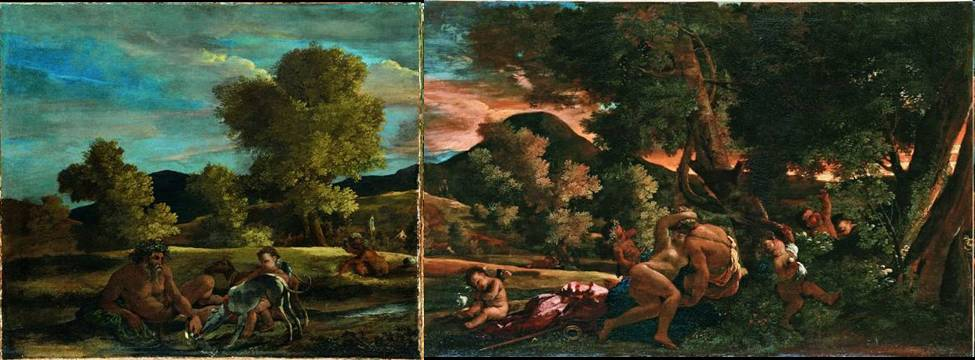
A sinistra il Paesaggio con divinità fluviale, a destra quello con Venere e Adone

La serie dei Sette Sacramenti di Nicolas Possuin
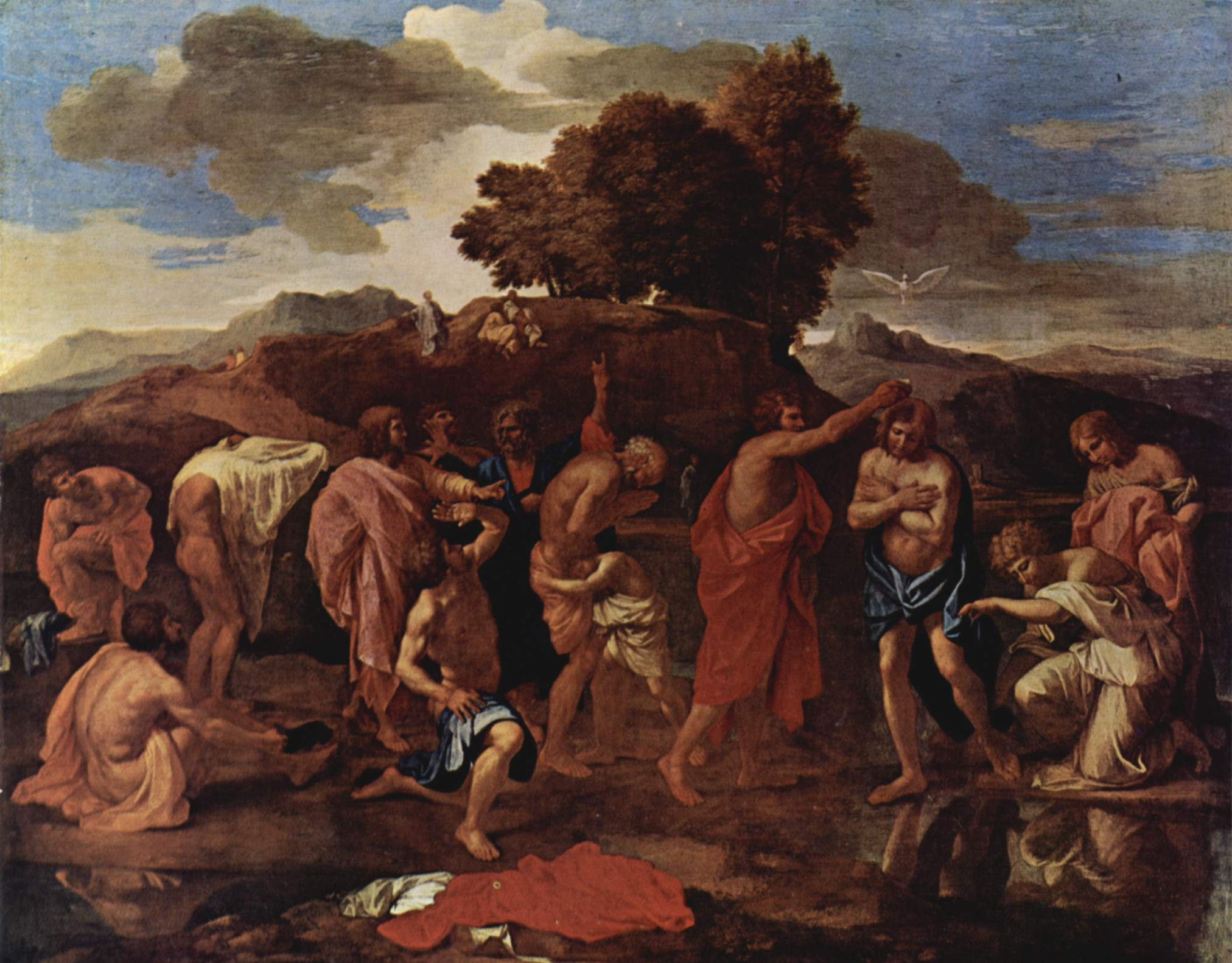
Battesimo
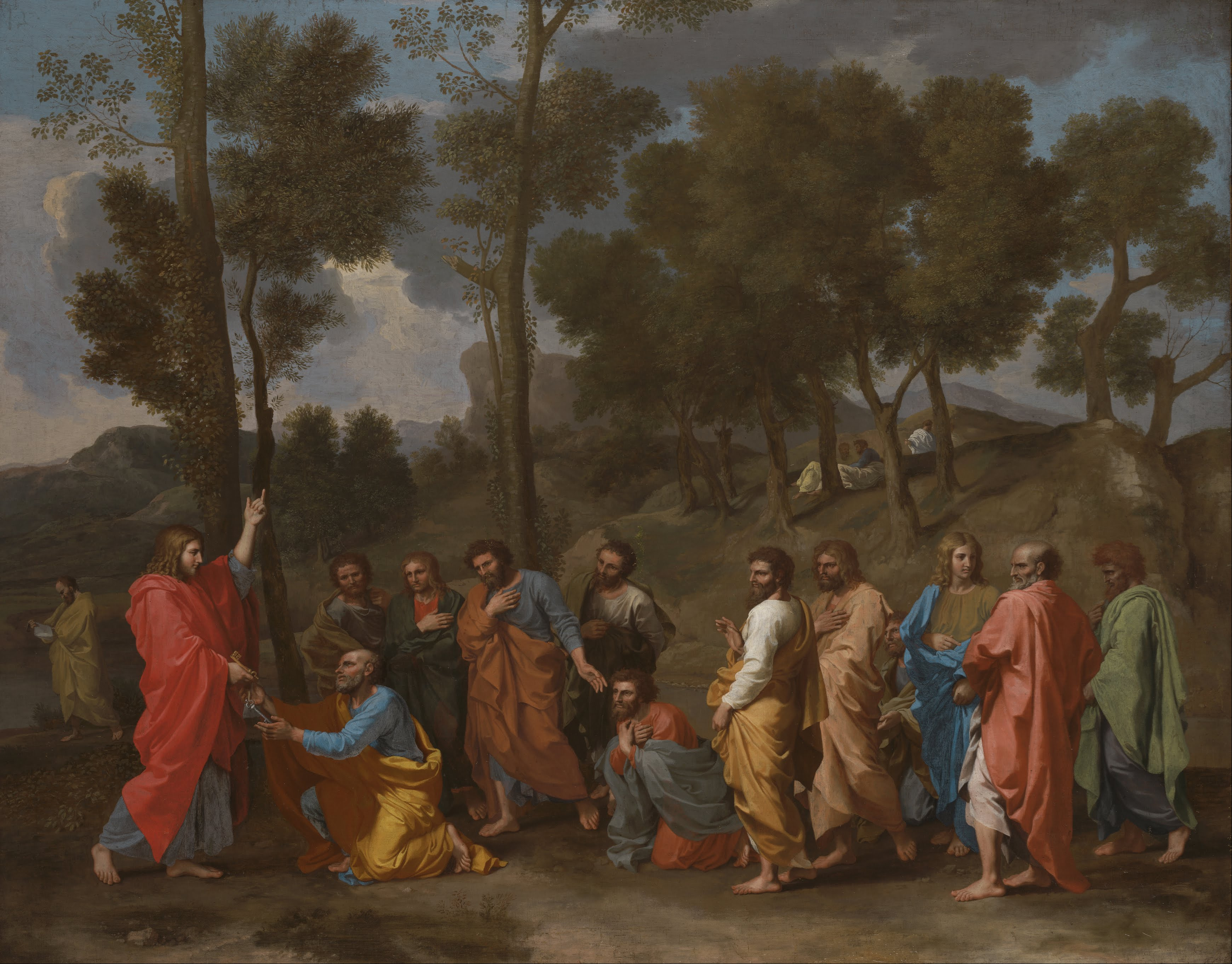
Ordine Sacro
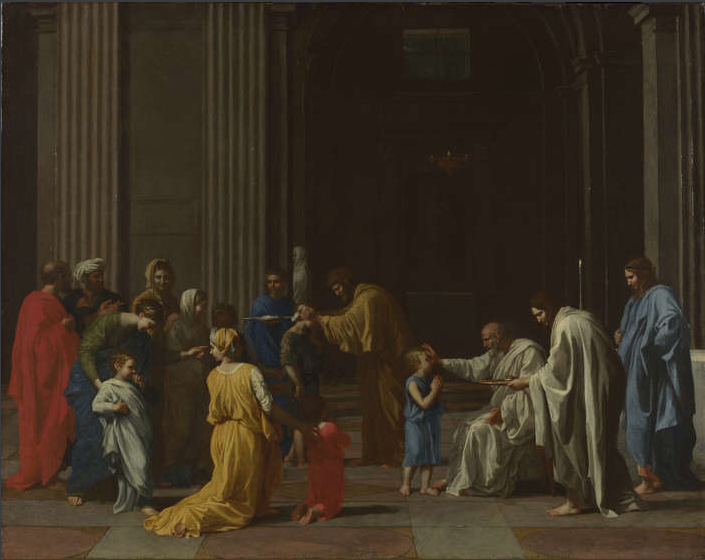
Cresima
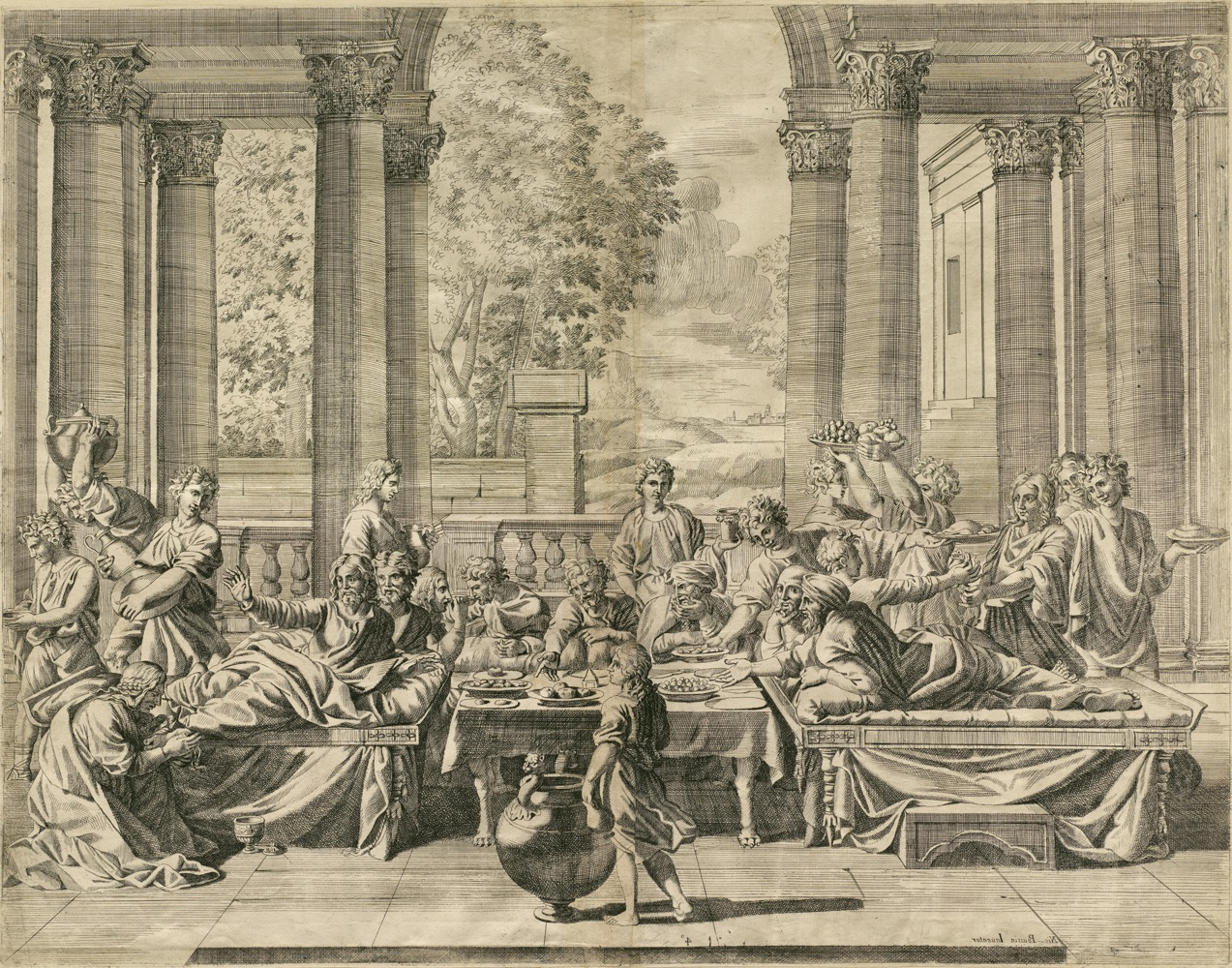
Penitenza (incisione)
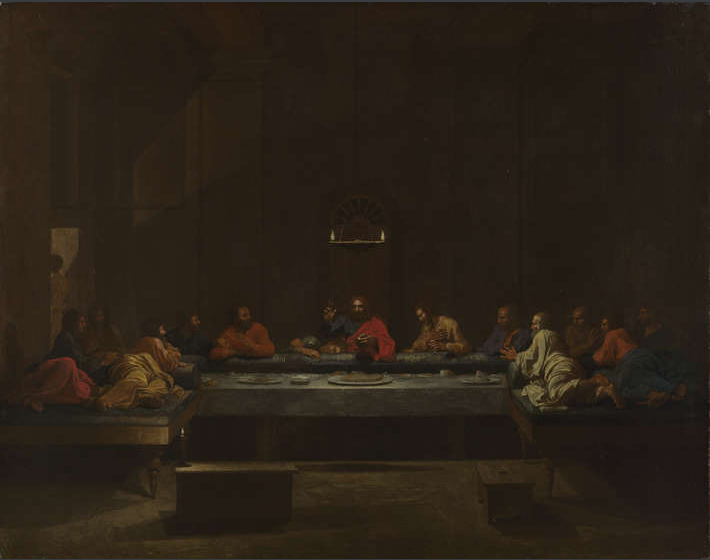
Eucaristia
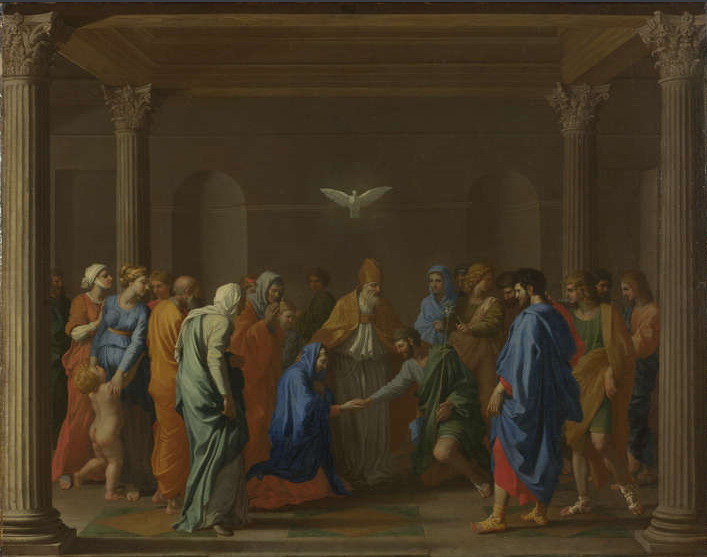
Matrimonio
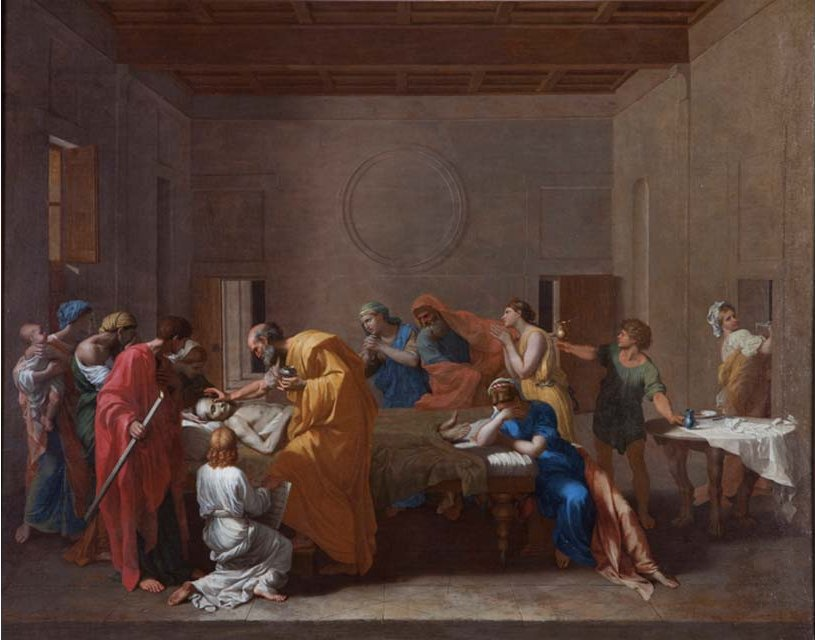
Estrema unzione

##### IlMuseo Cartaceo

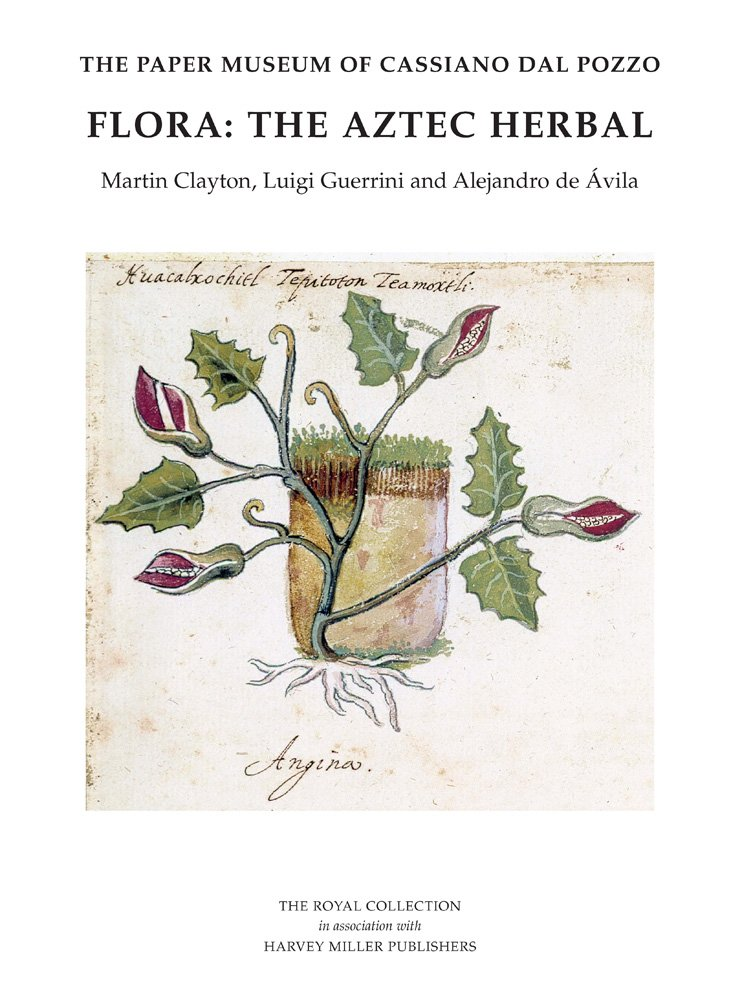
Flora L'erba azteca

Prima della salita al soglio pontificio di Urbano VIII nel 1623, Cassiano aveva già iniziato la raccolta di disegni e stampe di pittori del Quattro-Cinquecento.
Già nel primo decennio, infatti, acquistò disegni originali dei grandi maestri del Cinquecento, al 1620 risultano invece commissionate al pittore Vincenzo Leonardi la copiatura di alcune tavole di Jacopo Ligozzi che erano presso la biblioteca del cardinal Del Monte, negli anni '30 furono richiesti allo stesso pittore ed anche a Pietro Testa la stesura del Codex Barianus (copia del Libellus de Medicinalibus Indorum Herbis, cinquecentesco erbario azteco miniato e donato nel 1626 a Francesco Barberini dal medico madrileno Diego Cortavilla y Sanabria), che finirà prima nelle collezioni Albani e poi in quelle di re Giorgio III del Regno Unito nel 1762.

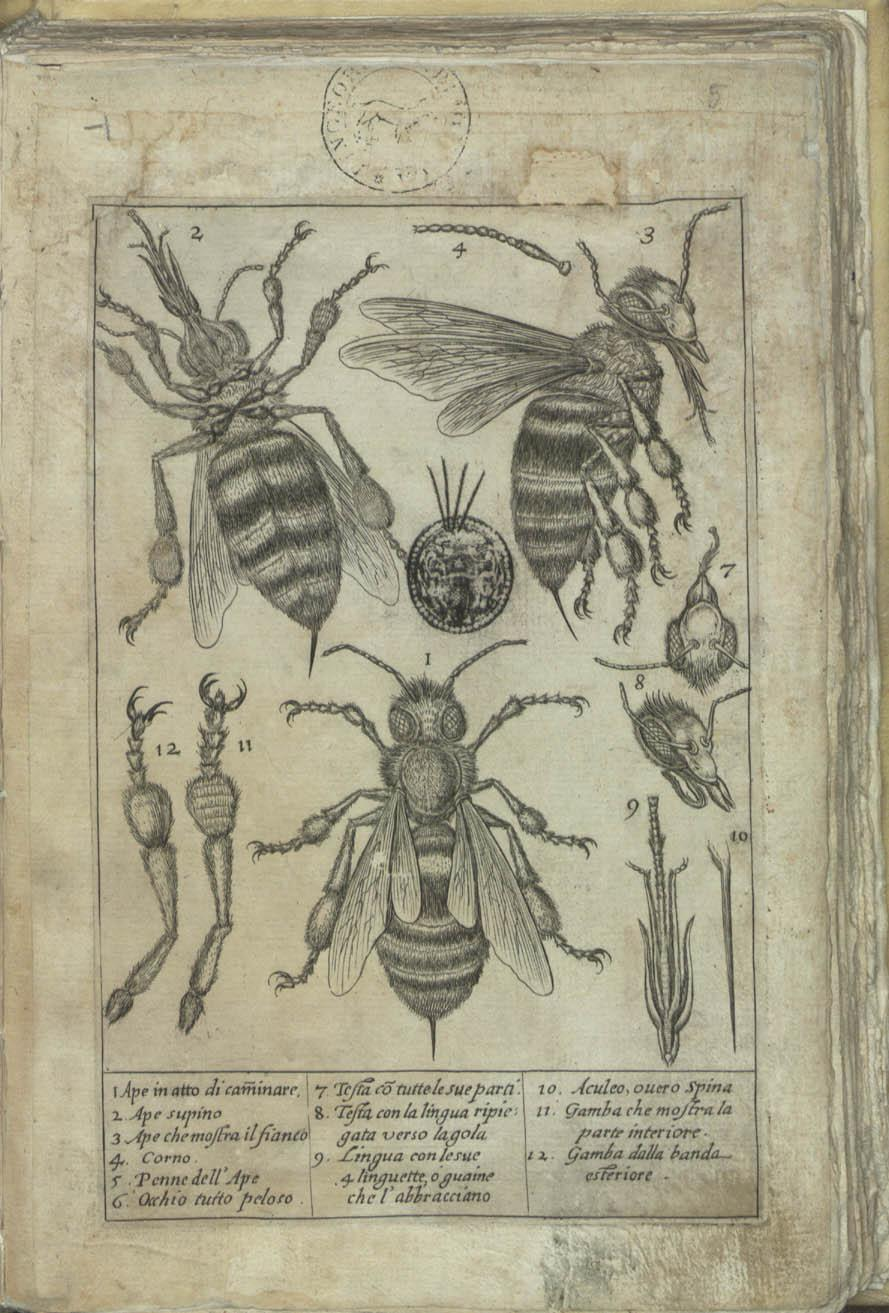
Apiarium (già in collezione Cesi, poi confluito in quella di Cassiano dal Pozzo)

Alla metà del Seicento la raccolta bibliografica, che prenderà il nome di Museo Cartaceo, conterà più di diecimila pezzi tra disegni e stampe. Erano presenti disegni di architetture di Antonio da Sangallo il Vecchio, grottesche e stucchi di epoca imperiale ad opere di Giovanni da Udine, di Giovanni Francesco Penni, Perin del Vaga, disegni su statue e bronzi antichi di Giulio Romano, altri di Francesco Salviati, Polidoro da Caravaggio, oltre alla nota sezione di documentazione antiquaria (Musaeum Chartaceum), che viene citata nei repertori di archeologia fino a tutto l'Ottocento, alle raccolte topografiche ed epigrafiche nonché alla vastissima raccolta grafica di scienze naturali, di cui anche il cosiddetto Tesoro Messicano (nome originale Rerum medicarum Novae Hispaniae Thesaurus, iniziato a stampare già nel 1611 da Federico Cesi), comprendente elementi della flora e fauna messicana. Ancora, al famoso Persio tradotto, summa della cultura Lincea, ossia la traduzione di tutte le satire di Aulo Persio eseguite da Francesco Stelluti, e infine alle numerose tavole zoologiche e floreali, tra cui il saggio dell'Uccelliera del 1620, una documentazione grafica di altissimo livello sul tema ornitologico.
Tra le acquisizioni più importanti vi fu poi la libreria del principe Cesi, avvenuta direttamente dalla moglie ereditiera, Isabella Salviati, tra il 1632 e il 1633, da cui prelevò tutto il fondo dell'Accademia dei Lincei, la quale alla morte del suo fondatore venne smantellata dietro persino l'indifferenza del cardinale Barberini, sollecitato più volte dallo stesso Cassiano per salvarne le sorti.

##### Ilpostpontificato Barberini
Caduto il pontificato Barberini nel 1644, Cassiano riuscì a conservare la stima acquisita anche dopo l'elezione del "rivale" Innocenzo X Pamphilj, ottenendo da quest'ultimo persino diversi incarichi di rappresentanza papale.
Con la nomina di Alessandro VII Chigi nel 1655 il cavaliere e commendatore dal Pozzo (suo malgrado non ottenne mai la tanto sperata elevazione alla porpora cardinalizia, neanche dai Barberini, verso cui fu da sempre devoto) raggiunse l'apice della sua fama internazionale. Nello stesso anno Cassiano donò una parte dei suoi disegni di antiquario (312 disegni) di autori del primo Cinquecento a Leopoldo de' Medici (oggi nella Galleria degli Uffizi).
Malato di gotta, Cassiano viveva sin dal suo arrivo a Roma nel palazzetto di via dei Chiavari presso Sant'Andrea della Valle, immerso nella sua ricchezza economica accumulata nel corso del tempo, di cui anche tutta la sua collezione d'arte, composta da opere del Domenichino, Nicolas Poussin, Simon Vouet, Pietro da Cortona, Jean Lemaire, Filippo Napoletano, Alessandro Turchi, Gian Lorenzo Bernini, Francois Duquesnoy, Alessandro Algardi. Era inoltre qui che aveva sede la sua biblioteca, con manoscritti, disegni, testi di archeologia e ricerca naturalistica e scientifica tra le più importanti di Roma e d'Europa.
A ridosso della morte di Cassiano, avvenuta nel 1657, questi aveva tuttavia ceduto a Camillo Massimo la celebre serie dei "disegni del Marino", ossia un cospicuo numero di fogli con disegni del Poussin compiuti poco prima del suo approdo a Roma, e la biblioteca di Federico Cesi.

#### La collezione sotto Carlo Antonio
Dopo Cassiano, morto senza prole, la collezione passò dietro le sue volontà al fratello Carlo Antonio dal Pozzo (1606-1689), il quale si occuperà di fornire anche informazioni circa la vita di Cassiano, utili a Carlo Roberto Dati per formulare la biografia del cavaliere mecenate. Le informazioni fornite al biografo tuttavia presentavano gravi mancanze, su tutte quelle incentranti il rapporto di collaborazione tra Cassiano e Nicolas Poussin, quest'ultimo che quindi non figurerà mai nella biografia del cavaliere seppur alla sua morte la collezione contava più di 45 tele dell'artista francese, oltre a circa un altro centinaio di disegni del pittore, riuniti tutti in un album monografico facenti parte del Museo Cartaceo di Cassiano.
Carlo Antonio dal Pozzo si stabilì a Roma già dal 1619, per seguire da vicino le numerose attività del fratello, per il quale lasciò la madre che in tanto si occupava delle ricchezze familiari tra Torino e Vercelli. Nel 1627 Carlo Antonio darà seguito alla dinastia dal Pozzo grazie alle nozze con Teodorina Costa, figlia del noto banchiere e mecenate Ottavio Costa che divenne noto negli ambienti romani grazie alla personale collezione artistica. Morì nel 1689, anno in cui viene registrato il primo inventario della collezione d'arte fin lì accumulata (sostanzialmente quella di Cassiano).
La raccolta passò quindi dapprima al figlio Gabriele, il quale morto nel 1695, anno in cui avvenne un secondo censimento, la trasmise al figlio Cosimo Antonio quand'era ancora minore (infatti tutrice della collezione fino alla maggiore età fu la madre, Anna Teresa Benzoni).

### Settecento

#### La dispersione della collezione sotto Cosimo Antonio
Cosimo Antonio fu l'ultimo maschio di casa dal Pozzo della linea di Cassiano senior (nonno del cavaliere Cassiano dal Pozzo junior, secondogenito della dinastia piemontese): con lui iniziò la fase di smembramento della collezione.
Tra i primi pezzi a lasciare la raccolta vi furono un centinaio di disegni dei maestri del Quattro e Cinquecento facenti parte del Museo Cartaceo, tra cui il "libro dei disegni" di Polidoro da Caravaggio (oggi alla Fondazione Custodia di Parigi). Gran parte della restante collezione libraria fu invece acquisita da papa Clemente XI Albani nel 1703 per la propria raccolta di famiglia, che poi diede in eredità al cardinal nipote Alessandro nel 1713, finché non fu smembrata anch'essa tra il 1762 e il 1798 e oggi sparsa in varie sedi d'Italia (Istituto nazionale per la grafica di Roma e la Biblioteca Nazionale di Napoli), di Inghilterra, dove confluirono la maggior parte dei pezzi (Royal Library di Windsor e British Museum di Londra) e di Francia (Parigi, Chantilly, Montpellier e Lilla).
Intanto la serie dei Sette Sacramenti di Poussin cambiò collocazione venendo portata nella nuova residenza della madre di Cosimo Antonio, in via Papale, edificio di proprietà del suo secondo marito, Scipione Ginnetti Lancellotti: le opere rimasero qui fino ai primi anni '20 del Settecento. Nel 1722 Cosimo Antonio li darà tuttavia in pegno a Ottavio Rinaldi del Bufalo per far fronte a delle criticità finanziarie. Dopo un primo tentativo di vendita andato fallito nel 1729 (in favore del re di Francia), i dipinti furono nuovamente riscattati dal suo proprietario nel 1731, seppur un anno dopo, nel 1732, ritornarono ad essere cedute in pegno questa volta a Girolamo Pamphilj.
Alla morte di Cosimo Antonio, nel 1740, vi fu ancora un terzo inventario della collezione, che in questa occasione fu ereditata dalla figlia Maria Laura, la quale già dal 1732 ne rivendicò la titolarità (di tutta la collezione ad eccezione dei Sette Sacramenti) con lo scopo di inibire il padre dal compiere ulteriori dispersioni e vendite sulla scorta del lascito testamentario di Gabriele, che attribuiva ai figli «maschi e femmine» di Cosimo Antonio la successione del fidecommesso.

#### L'estinzione del ramo romano dei dal Pozzo

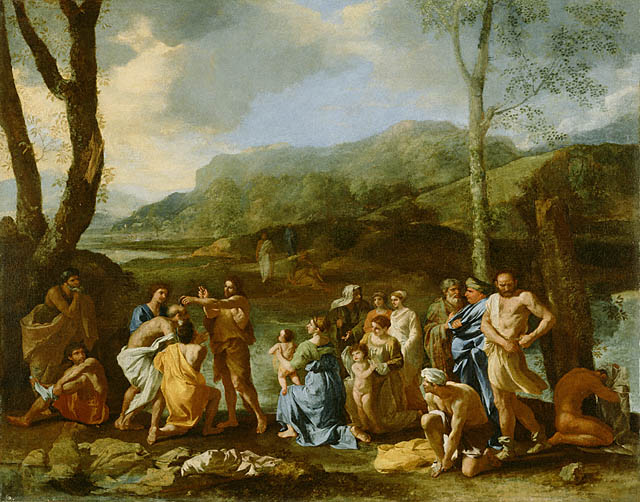
San Giovanni Battista che battezza la turbe, Nicolas Poussin

Maria Laura dal Pozzo sposerà un esponente del casato Boccapaduli, il quale a questo punto prenderà in dote della moglie l'antica collezione di Cassiano. I Sette Sacramenti di Poussin ritornarono tra le proprietà di Maria Laura nel 1743 la quale ne pagò il riscatto e li riportò nella residenza di Boccapaduli a piazza Costaguti. La serie scampò intanto a due tentativi di vendite, uno del 1740, sventato dall'intervento di Benedetto XIV, e un altro nel 1756.

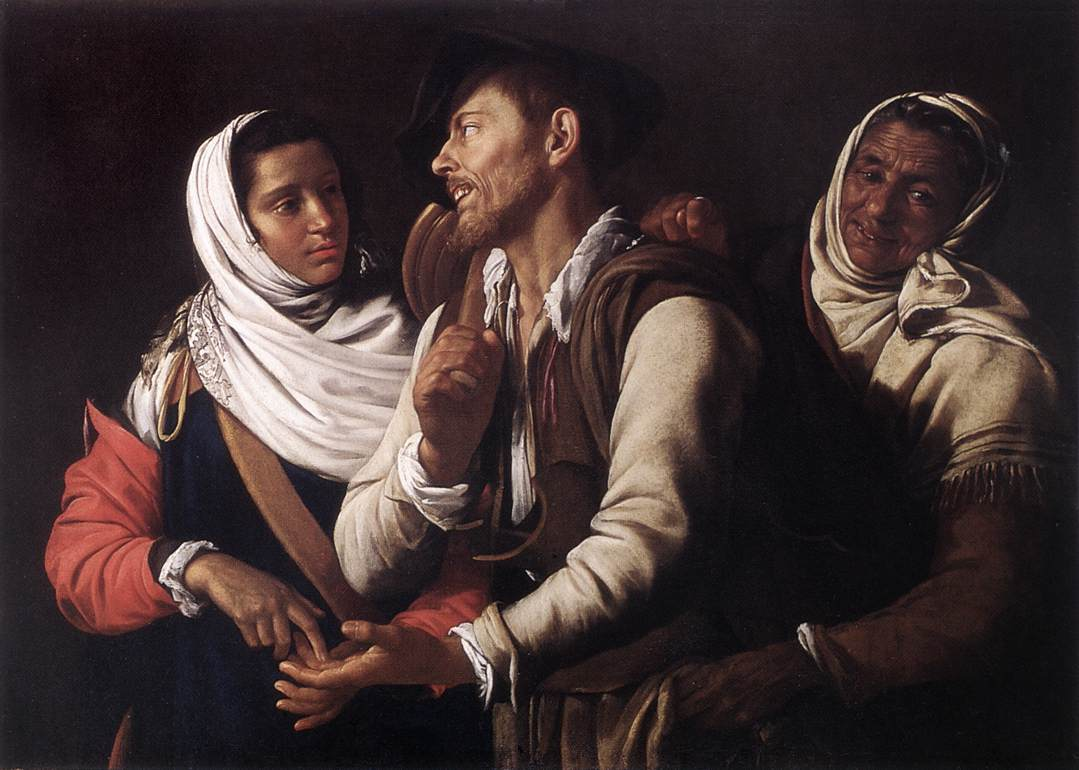
Buona ventura, Simon Vouet

La definitiva dispersione del gruppo di opere poussiniane si ha nel 1779 con i figli di Maria Laura, morta intanto nel 1771, estinguendo così definitivamente la linea dal Pozzo di Roma (rimase in essere solo quella piemontese). L'inventario registrava un numero di opere d'arte e di arredi per un valore di 28.686 scudi, di cui solo 16.000 erano imputabili ai Sette Sacramenti più il Battesimo di Battista di Poussin, del quale risultavano catalogati ancora 36 tele.
Giuseppe e Luigi Boccapaduli infatti saranno autori nel giro di pochi anni dell'alienazione totale della collezione: venderanno nove opere del pittore francese per sole 650 scudi (circa 60 scudi a dipinto), nel 1784 fu poi ceduta la serie dei Sette Sacramenti e il San Giovanni Battista che battezza la turbe di Nicolas Poussin ai Duchi di Rutland per 24.000 scudi, somma che consentì di risanare tutti i problemi finanziari della famiglia. Giuseppe per ovviare ai controlli papali sui beni esportati fuori Roma commissionò a André de Mujnck la realizzazione di sette copie fedeli dei dipinti in procinto di esser venduti (tutti esclusa la Cresima che era di proprietà del fratello Luigi Boccapaduli, tutti e sette comunque oggi ancora di proprietà degli eredi dal Pozzo), pagati per il valore complessivo di 700 scudi.

### Ottocento e Novecento
Nel 1809 si estinse anche la linea Boccapaduli e subentrò nell'eredità dal Pozzo il casato Guerrieri. Le dismissioni intanto continuarono ad esistere anche con i nuovi eredi e dureranno fino al Novecento inoltrato: nell'Ottocento si ebbe la cessione di un altro blocco di dipinti che fu acquistato per la collezione Torlonia, tra cui il Ritratto di Cassiano dal Pozzo senior di Bernardino Lanino e la Buona ventura di Simon Vouet, mentre nello stesso secolo alcune opere confluirono invece nella collezione Corsini, come la Pietà di Francesco Cozza.
Nel 1922 fu ceduto l'archivio storico al Comune di Roma, altre opere furono acquistate dalla Galleria nazionale d'arte antica di Roma nella seconda metà del Novecento (è questo il caso della Visione di san Romualdo di Andrea Sacchi) mentre gli ultimi lacerti della collezione di Cassiano sono tutt'oggi rimasti agli attuali eredi.

## Elenco delle opere (non completo)

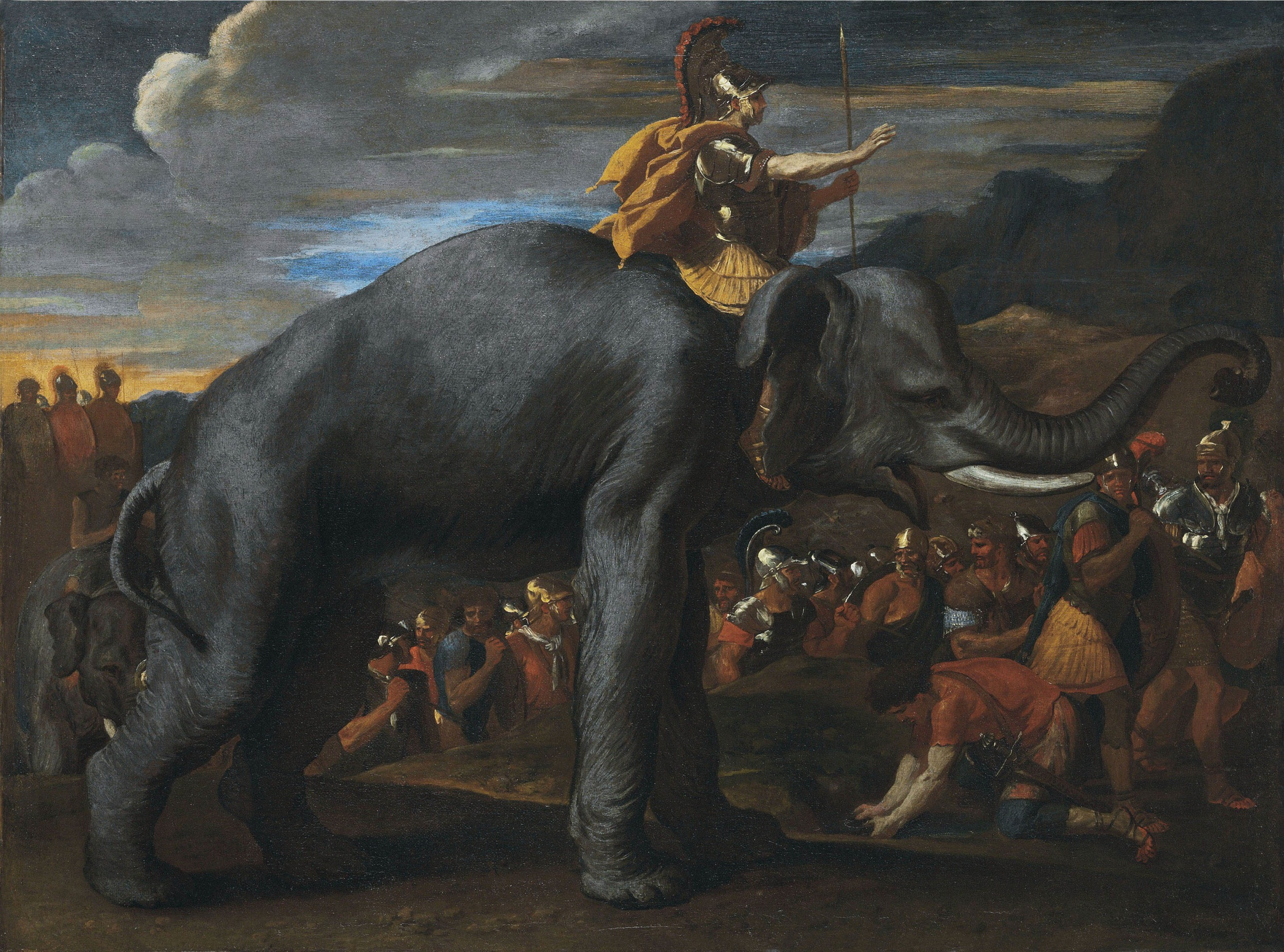
Annibale attraversa le Alpi su un elefante, Nicolas Poussin

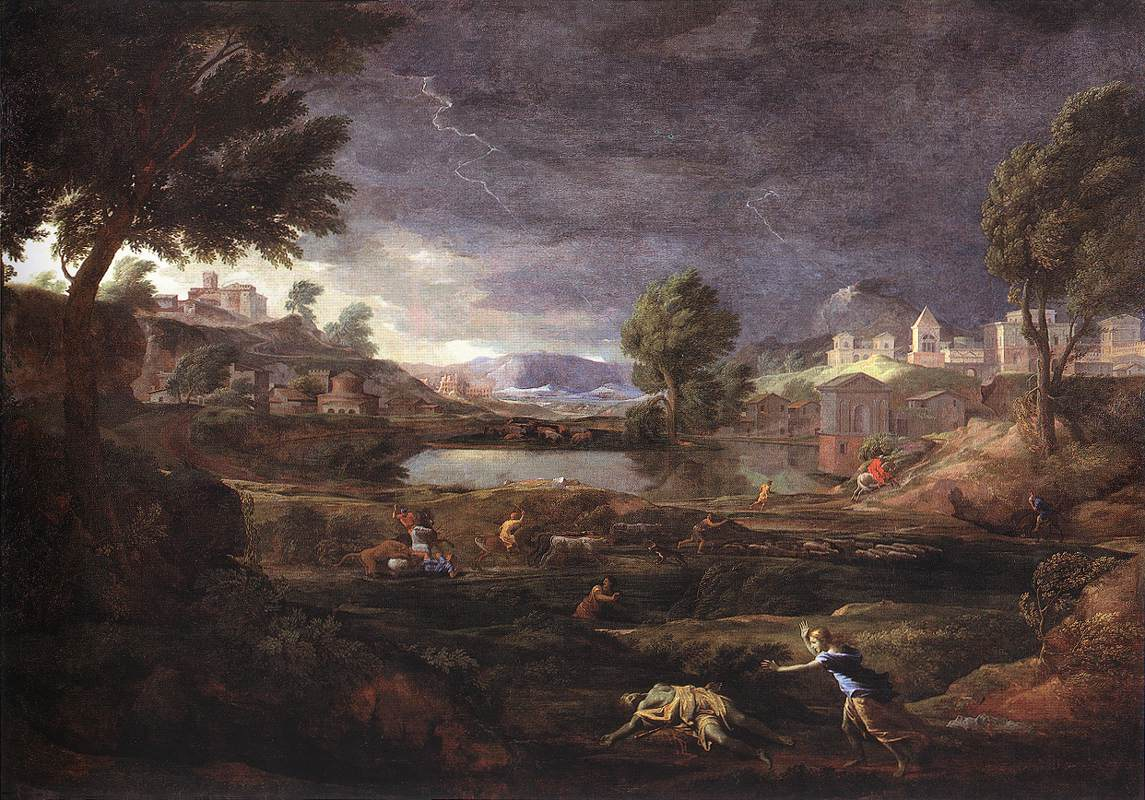
Paesaggio in tempesta con Piramo e Tisbe, Nicolas Poussin

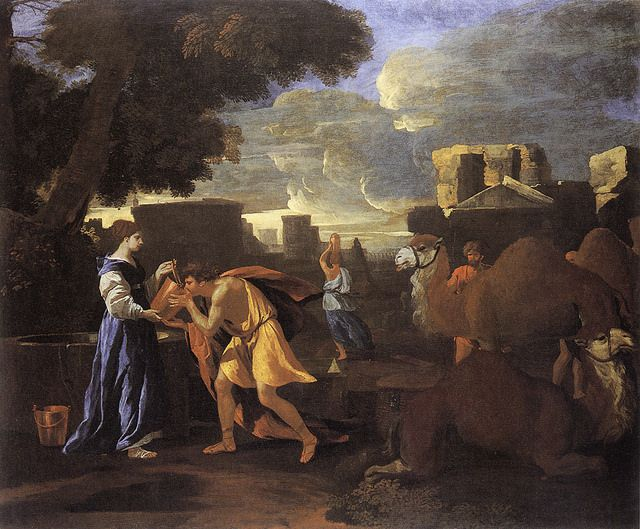
Rebecca al Pozzo, Nicolas Poussin

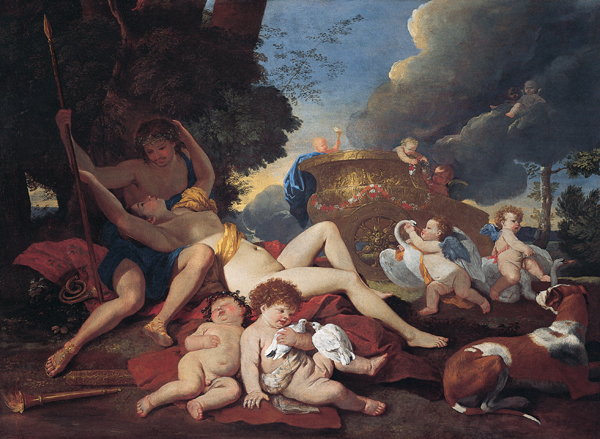
Venere con putti, Nicolas Poussin

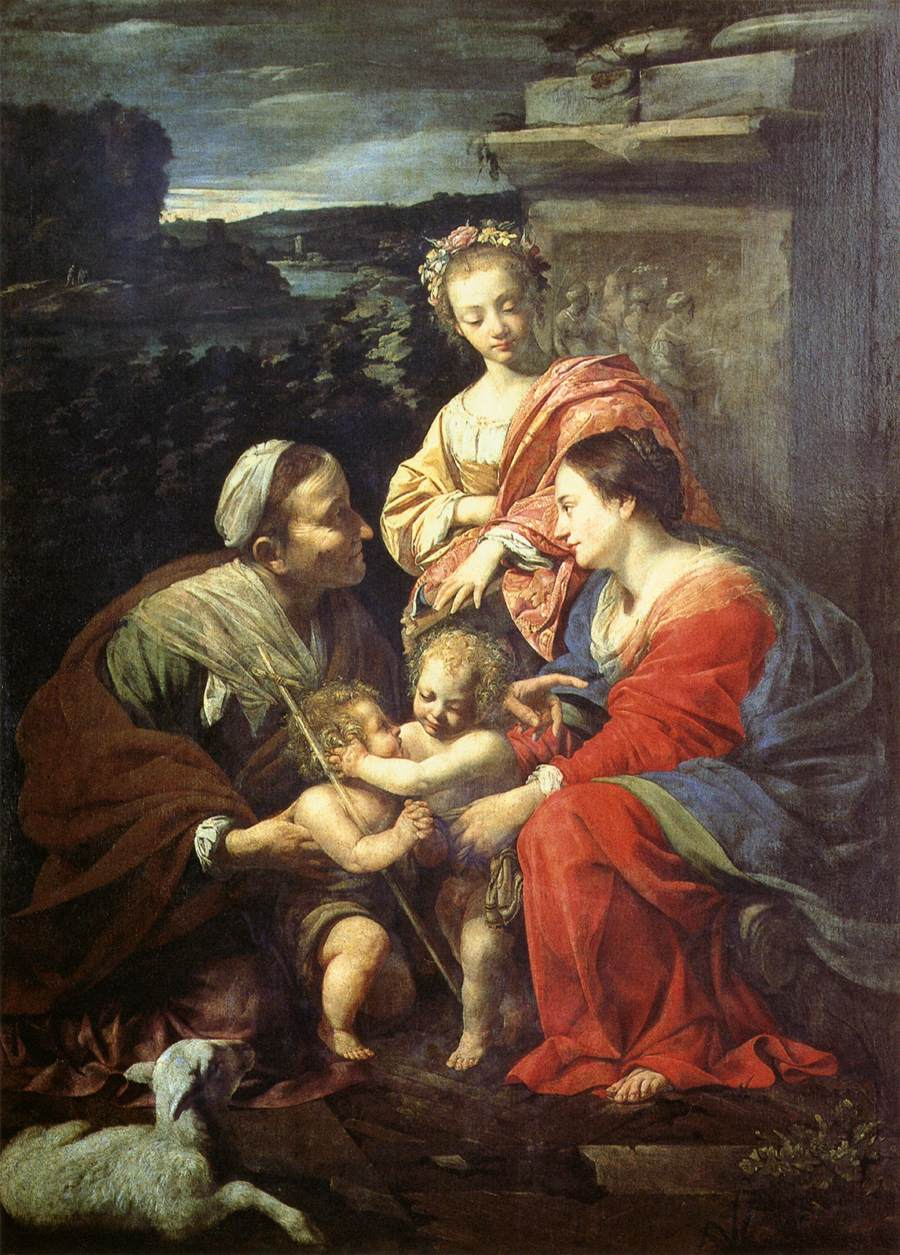
Sacra conversazione, Simon Vouet

- Anonimo (copia da Leonardo da Vinci), Ritratto di donna (cosiddetta Gioconda), olio su tela, 70,4×50,5 cm, 1520-1550, Galleria nazionale d'arte antica di Palazzo Barberini, Roma (in deposito presso palazzo di Montecitorio)
- Anonimo, San Pietro piangente, olio su tela, 29,3×24,5 cm, 1640-1649, collezione privata
- Anonimo fiammingo, Paesaggio con rovine e cavalieri, olio su tela, 53,5×74 cm, 1610-1630, collezione privata
- Anonimo fiammingo, Ritratto di gentiluomo in armatura, olio su tela, 67,5×51,2 cm, collezione privata, Roma
- Anonimo francese, Ritratto di Nicolas-Claude Fabri de Peiresc, olio su tela, 61×51,5 cm, 1637, identificabile con quella alla Reggia di Versailles
- Anonimo napoletano, Ritratto di santo, olio su tela, 65,5×49,5 cm, collezione privata
- Anonimo romano, Natura morta con frutta, olio su tela, 54,8×42,5 cm, primo quarto del XVII secolo, collezione privata
- Anonimo tedesco o fiammingo, Ritratto di Ferrante Imperato, olio su tela, 77×55 cm, ultimo quarto del XVI secolo, Galleria Colonna, Roma
- Jan Asselijn, Paesaggio con pastori, buoi e uomini a cavallo, olio su tela, 50×66,5 cm, collezione privata
- Antonio Cinatti, Paesaggio ornitologico all'alba, olio su tela, 153×191 cm, collezione privata, Londra
- Antonio Cinatti, Paesaggio ornitologico al tramonto, olio su tela, 153×191 cm, collezione privata, Londra
- Pietro da Cortona, Autoritratto a quarant'anni, olio su tela, 77×55 cm, 1637 ca., Musée Fesch, Ajaccio
- Pietro da Cortona, Pesca del corallo, olio su tela, 160×195 cm, 1620-1621, palazzo imperiale Tsarskoye Selo, Puskin
- Pietro da Cortona (cerchia di), Ritratto di Francesco Braccialini, olio su tela, 66×50 cm, collezione privata, Roma
- Francesco Cozza, Pietà, olio su tela, 221×167 cm, Galleria nazionale d'arte antica di palazzo Corsini, Roma (già confluito nel XIX secolo nella collezione Corisni)
- Giovan Battista Crescenzi, Natura morta, olio su tela, 34×48,5 cm, collezione privata
- Abraham Govaerts, Paesaggio con fiume e viandanti, olio su rame, 29×36,5 cm, collezione privata
- Esprit Grandjean, Ritratto di Emanuele Tesauro, olio su tela, 67,2×51 cm, collezione privata
- Bernardino Lanino, Ritratto di Cassiano dal Pozzo senior, olio su tavola, 104×74,5 cm, XVI secolo, Pinacoteca capitolina, Roma (già confluito nel XIX secolo nella collezione Torlonia)
- Rutilio Manenti, Maddalena in estasi, olio su tela, 100×133 cm, 1625-1626, chiesa di Saint-Eustache, Parigi
- Jan Miel, Scena di taverna, olio su tela, 38,5×59,5 cm, 1626-1628, collezione privata, Roma
- André de Mujnck, copia dalla serie dei Sette Sacramenti, Battesimo, di Nicolas Poussin, olio su tela, 95,5×121 cm, 1785, collezione eredi dal Pozzo
- André de Mujnck, copia dalla serie dei Sette Sacramenti, Cresima, di Nicolas Poussin, olio su tela, 95,5×121 cm, 1636-1640, 1785, collezione eredi dal Pozzo
- André de Mujnck, copia dalla serie dei Sette Sacramenti, Estrema unzione, di Nicolas Poussin, olio su tela, 95,5×121 cm, 1636-1640, 1785, collezione eredi dal Pozzo
- André de Mujnck, copia dalla serie dei Sette Sacramenti, Eucaristia, di Nicolas Poussin, olio su tela, 95,5×121 cm, 1636-1640, 1785, collezione eredi dal Pozzo
- André de Mujnck, copia dalla serie dei Sette Sacramenti, Matrimonio, di Nicolas Poussin, olio su tela, 95,5×121 cm, 1636-1640, 1785, collezione eredi dal Pozzo
- André de Mujnck, copia dalla serie dei Sette Sacramenti, Ordine Sacro, di Nicolas Poussin, olio su tela, 95,9×121,6 cm, 1636-1640, 1785, collezione eredi dal Pozzo
- André de Mujnck, copia del San Giovanni Battista che battezza la turbe di Nicolas Poussin, olio su tela, 95×121 cm, 1785, collezione eredi dal Pozzo
- Filippo Napoletano, Veduta di mare con vascello, non rintracciato
- Filippo Napoletano, Veduta di marina e vascelli, non rintracciato
- Nicolas Poussin, Annibale attraversa le Alpi su un elefante, olio su tela, 100×133 cm, 1625-1626, collezione privata
- Nicolas Poussin, Paesaggio con satiro e musa, olio su tela, 75×90 cm, 1625-1626, Musée Fabre, Montpellier
- Nicolas Poussin, Paesaggio con un dio fluviale, olio su tela, 77×89 cm, 1625-1626, collezione privata, New York (parte sinistra del dipinto cosiddetto Paesaggio di Grottaferrata)
- Nicolas Poussin, Paesaggio con Venere e Adone, olio su tela, 77×113 cm, 1625-1626, Musée Fabre, Montpellier (parte destra del dipinto cosiddetto Paesaggio di Grottaferrata)
- Nicolas Poussin, Paesaggio in tempesta con Piramo e Tisbe, olio su tela, 192×273 cm, 1651, Städelsches Kunstinstitut, Francoforte
- Nicolas Poussin, Rebecca al pozzo, olio su tela, 93,3×117,5 cm, 1626 ca., collezione Wildenstein, New York
- Nicolas Poussin, San Giovanni Battista che battezza la turbe, olio su tela, 95×120 cm, 1630, Getty Center, Los Angeles
- Nicolas Poussin, serie dei Sette Sacramenti, Battesimo, olio su tela, 95,5×121 cm, 1636-1640, National Gallery of Art, Washington (tra il 1732 e il 1743 confluito in pegno nella collezione Pamphilj)
- Nicolas Poussin, serie dei Sette Sacramenti, Cresima, olio su tela, 95,5×121 cm, 1636-1640, collezione dei duchi di Rutland, in prestito al Fitzwilliam Museum, Cambridge (tra il 1732 e il 1743 confluito in pegno nella collezione Pamphilj)
- Nicolas Poussin, serie dei Sette Sacramenti, Estrema unzione, olio su tela, 95,5×121 cm, 1636-1640, collezione dei duchi di Rutland, in prestito al Fitzwilliam Museum, Cambridge (tra il 1732 e il 1743 confluito in pegno nella collezione Pamphilj)
- Nicolas Poussin, serie dei Sette Sacramenti, Eucaristia, olio su tela, 95,5×121 cm, 1636-1640, collezione dei duchi di Rutland, in prestito al Fitzwilliam Museum, Cambridge (tra il 1732 e il 1743 confluito in pegno nella collezione Pamphilj)
- Nicolas Poussin, serie dei Sette Sacramenti, Matrimonio, olio su tela, 95,5×121 cm, 1636-1640, collezione dei duchi di Rutland, in prestito al Fitzwilliam Museum, Cambridge (tra il 1732 e il 1743 confluito in pegno nella collezione Pamphilj)
- Nicolas Poussin, serie dei Sette Sacramenti, Ordine Sacro, olio su tela, 95,9×121,6 cm, 1636-1640, Kimbell Art Museum, Fort Worth (tra il 1732 e il 1743 confluito in pegno nella collezione Pamphilj)
- Nicolas Poussin, serie dei Sette Sacramenti, Penitenza, già in collezione dei duchi di Rutland, distrutto in un incendio al Belvoir Castle nel 1816 (tra il 1732 e il 1743 confluito in pegno nella collezione Pamphilj)
- Nicolas Poussin, Venere con putti, olio su tela, 98,5×134,6 cm, 1628-1629, Kimbell Art Museum, Fort Worth
- Mattia Preti, Testa virile, olio su tela, 52×49 cm, collezione privata
- Scipione Pulzone, Deposizione, matita tempera e oro su pergamena, 15×11,8 cm, collezione privata, Roma
- Scipione Pulzone, Testa della Vergine, olio su tela, 64×50 cm, collezione privata, Roma
- Andrea Sacchi, Ricordo della pala con la visione di san Romualdo, olio su tela, 66×44 cm, Galleria nazionale d'arte antica di palazzo Barberini, Roma
- Ventura Salimbeni (ambito di), Matrimonio della Vergine, olio su rame, 21,7×16,9 cm, collezione privata
- Pietro Testa, Scena allegorica, olio su tela, 32,4×50 cm, collezione privata, Roma
- Frederick van Valckenborch, Paesaggio con la fuga di Enea da Troia, olio su rame, 27,5×37,7 cm, collezione privata
- Rinaldo Veronese, Paesaggio con fiume e cavalieri, olio su tela, 53,5×74,3 cm, collezione privata
- Simon Vouet, Allegoria della pittura, olio su tela, 93×74,5 cm, 1624-1626, forse identificabile con quella riassegnata ad Artemisia Gentileschi oggi alla Galleria nazionale d'arte antica, Roma
- Simon Vouet, Autoritratto, olio su tela, 45×36,5 cm, 1626-1627, Musée des Beaux-Arts, Lione
- Simon Vouet, Buona ventura, olio su tela, 95×135 cm, 1617, Galleria nazionale d'arte antica di palazzo Barberini, Roma (già confluito nel XIX secolo nella collezione Torlonia)
- Simon Vouet, Sacra conversazione, olio su tela, 182×130 cm, 1614-1615, Museo del Prado, Madrid

## Albero genealogico degli eredi della collezione
Segue un sommario albero genealogico degli eredi della collezione dal Pozzo, dove sono evidenziati in grassetto gli esponenti della famiglia che hanno ereditato, custodito, o che comunque sono risultati influenti nelle dinamiche inerenti alla collezione d'arte. Per semplicità, il cognome dal Pozzo viene abbreviato a "d. P.".
| | |                                                                          | | | |                                         |                                         |
| | |                                                                          | Antonio d. P. (1567-1619) (sposato con Biancamaria Cacherano di Bricherasio) | | |                                         |                                         |
| | |                                                                          | | | |                                         |                                         |
| | |                                                                          | | | |                                         |                                         |
| Cassiano d.P. (1588-1657) (cavaliere dell'ordine di Santo Stefano nel 1599, abate di Sant'Angelo di Tropea nel 1637, poi di Santa Maria di Cavour e priore di San Bordot nel 1641) | Cassiano d.P. (1588-1657) (cavaliere dell'ordine di Santo Stefano nel 1599, abate di Sant'Angelo di Tropea nel 1637, poi di Santa Maria di Cavour e priore di San Bordot nel 1641) | Francesco d. P. (...-...) (fu cavaliere del cardinal Del Monte nel 1611) | Francesco d. P. (...-...) (fu cavaliere del cardinal Del Monte nel 1611) | Carlo Antonio d. P. (1606-1689) (ereditò la collezione del fratello Cassiano; sposò una figlia di Ottavio Costa, Teodorina; divenne cavaliere dell'ordine di Santo Stefano nel 1657)                                                                                            | Carlo Antonio d. P. (1606-1689) (ereditò la collezione del fratello Cassiano; sposò una figlia di Ottavio Costa, Teodorina; divenne cavaliere dell'ordine di Santo Stefano nel 1657) | Virginia d. P. (...-...) (fu religiosa) | Virginia d. P. (...-...) (fu religiosa) |
| | |                                                                          | | | |                                         |                                         |
| | |                                                                          | | | |                                         |                                         |
| | |                                                                          | Gabriele d. P. (1642-1695) (sposato con Anna Teresa Benzoni, nell'inventario post mortem indicò come possibili eredi eventuali discendenti «maschi e femmine»; grazie a questo particolare la nipote Maria Laura riuscì anni dopo a rivendicare la titolarità della collezione) | Gabriele d. P. (1642-1695) (sposato con Anna Teresa Benzoni, nell'inventario post mortem indicò come possibili eredi eventuali discendenti «maschi e femmine»; grazie a questo particolare la nipote Maria Laura riuscì anni dopo a rivendicare la titolarità della collezione) | ...e altri n. 10 fratelli/sorelle | ...e altri n. 10 fratelli/sorelle       |                                         |
| | |                                                                          | | | |                                         |                                         |
| | |                                                                          | | | |                                         |                                         |
| | |                                                                          | Cosimo Antonio d. P. (1684-1740) (sposato con Vittoria Guidi, fu l'ultimo maschio d. P. della linea di Cassiano "senior", nonno del cavaliere Cassiano junior; con lui iniziarono i primi smembramenti della collezione)                                                        | | |                                         |                                         |
| | |                                                                          | | | |                                         |                                         |
| | |                                                                          | | | |                                         |                                         |
| | |                                                                          | Maria Laura d. P. (1706-1771) (sposata con Pietro Paolo Boccapaduli, rivendicò la titolarità della collezione già dal 1732 per fermare il padre dalle dismissioni che stava attuando)                                                                                           | | |                                         |                                         |
| | |                                                                          | | | |                                         |                                         |
| | |                                                                          | | | |                                         |                                         |
| | |                                                                          | Con la discendenza di Maria Laura la collezione di Cassiano d. P. passò ai figli Giuseppe e Luigi Boccapaduli, i quali attuarono gli smembramenti di gran parte della stessa, tra cui anche le opere di Nicolas Poussin e quelle del Museo Cartaceo                             | | |                                         |                                         |
| | |                                                                          | | | |                                         |                                         |
| | |                                                                          | | | |                                         |                                         |
| | |                                                                          | Nel 1809 la collezione passa alla famiglia Guerrieri, di cui rimane tutt'oggi proprietaria degli ultimi pezzi superstiti scampati dalle svariate vendite attuate nei due secoli precedenti                                                                                      | | |                                         |                                         |